# Макаров, Алексей Сергеевич (советский хоккеист)
Алексей Сергеевич Макаров (25 ноября 1941; по другим данным — 10 августа 1941 — 16 декабря 2023) — советский хоккеист, защитник, трёхкратный чемпион СССР, мастер спорта СССР.

## Биография
Алексей Макаров начал играть в хоккей в 1956 году в детско-юношеской спортивной школе московской команды «Спартак».
В 1960—1972 годах Алексей Макаров выступал за команду «Спартак» (Москва), забросив 74 шайбы в 384 матчах чемпионата СССР (по другим данным — 66 шайб). За это время в составе своей команды он три раза (в 1962, 1967 и 1969 годах) становился чемпионом СССР, четыре раза — серебряным призёром и три раза — бронзовым призёром чемпионата СССР. Во время выступлений за московский «Спартак» в разные годы играл в паре с защитниками Владимиром Испольновым, Дмитрием Китаевым, Виктором Блиновым, Валерием Кузьминым, Анатолием Рыжовым и Владимиром Мигунько. В 1963—1969 годах семь раз входил в число лучших хоккейных игроков сезона.
В 1964—1968 годах он также выступал за сборную СССР по хоккею, в составе которой провёл 12 матчей и забросил две шайбы. В частности, в начале декабря 1967 года он провёл три игры на Международном хоккейном турнире в СССР, а в конце декабря 1967 года — три игры на Мемориале Брауна в Колорадо-Спрингс, США. Также выступал за вторую и молодёжную сборные СССР по хоккею. В составе команды СССР Алексей Макаров был победителем хоккейного турнира Зимней Универсиады 1968 года, на котором он был признан лучшим защитником.
В 1973—1974 годах Алексей Макаров был тренером команды «Станкостроитель» (Рязань). Скончался 16 декабря 2023 года.

## Достижения
- Чемпион СССР по хоккею — 1962, 1967, 1969[1][2].
- Серебряный призёр чемпионата СССР — 1965, 1966, 1968, 1970[2].
- Бронзовый призёр чемпионата СССР — 1963, 1964, 1972[2].
- Обладатель Кубка СССР — 1970, 1971[2].
- Финалист Кубка СССР — 1967[2].
- Чемпион Зимней Универсиады — 1968[12].
- Финалист Кубка европейских чемпионов по хоккею — 1970[9].
- Обладатель Кубка Ахерна (в составе команды СССР) — 1964[13].